# Entinge (Bonnen)

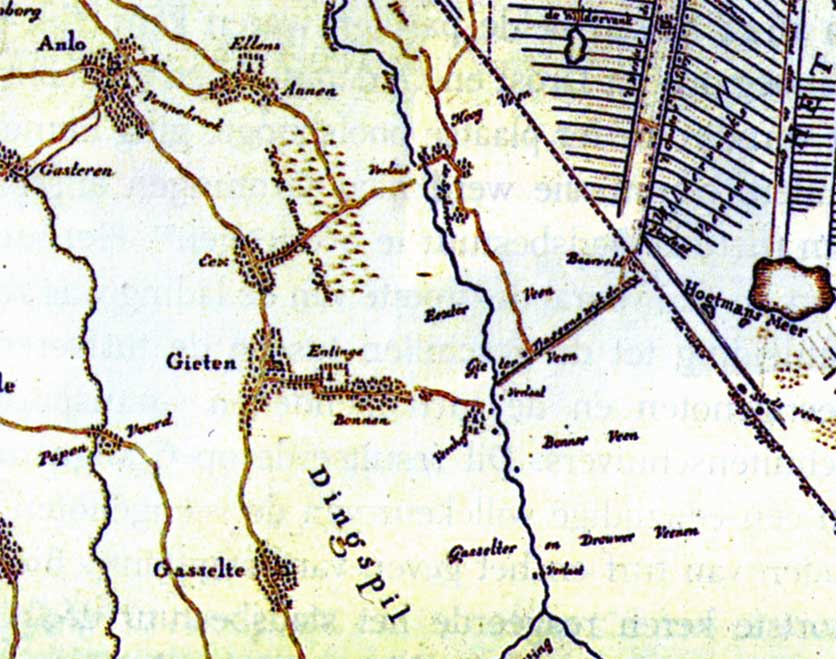
Entinge (Huis te Bonnen) op een 18e-eeuwse kaart van Drenthe (ten oosten van Gieten)

Entinge (ook : Huis te Bonnen) was een havezate in de Drentse plaats Bonnen, nabij Gieten.

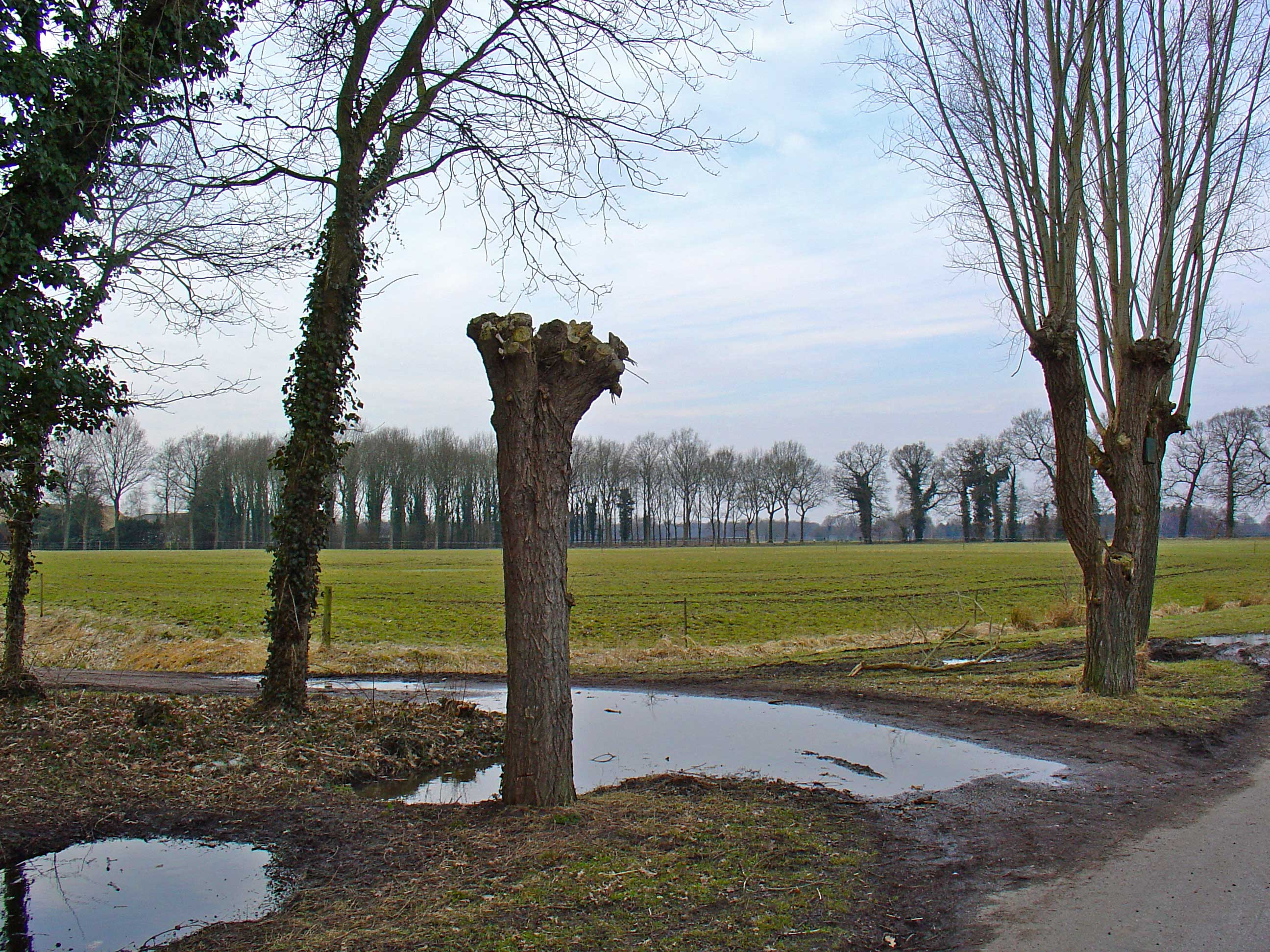
Het terrein van de voormalige havezate Entinge in Bonnen bij Gieten anno 2010

Het Huis te Bonnen werd in het begin van de 17e eeuw door de Groninger burgemeester  Johan Wifferinck in Bonnen gebouwd. Na diens overlijden kwam het huis in het bezit van de familie Struuck. Leden van deze familie hielden zich bezig met de ontginning van de Gasselter en Drouwener venen. Op een 17e-eeuwse kaart staat het huis ingetekend met de naam Struik.

## Havezathe
In het begin van de 18e eeuw kwam het huis in het bezit van Cornelis van Dongen tot Dunningen, die het in 1724 verkocht aan zijn neef Nicolaas Harmen van Echten genaamd van Dongen. De nieuwe eigenaar verzocht in 1725 om het recht van havezate te mogen verleggen van Entinge in Dwingeloo, naar zijn huis in Bonnen. Na goedkeuring door de Landdag was het Huis te Bonnen, de havezate Entinge te Bonnen geworden. Van Dongen liet daarna het huis verbouwen. In 1735 werd hij gekozen tot drost van Drenthe. Na het overlijden van de drost bleef het gezin op Entinge wonen, maar na het hertrouwen van de weduwe werd het huis jarenlang verhuurd. De havezate telde rond het midden van de 18e eeuw 14 kamers en twee schathuizen. 

## Hilbing
In 1770 kwam het huis in handen van de rijke boerenfamilie Hilbing uit Gasselte. Het recht van havezate was het jaar daarvoor verkocht aan de Drentse gedeputeerde Herman Roelof Wolf van der Feltz, die toestemming had gekregen om dit recht te verleggen naar Vredeveld bij Assen. De Hilbings noemden hun bezit Groot Hilbingshof, dat zij in 1807 lieten afbreken.